# Rasmus Søndergaard
Rasmus Søndergaard (født 17. oktober 1979) er en dansk skuespiller, improvisator, komiker, dramatiker og instruktør.
Han blev gift med arkitekten Line Stougaard i 2013, og sammen har de to drenge fra hhv. 2011 og 2016.

## Teater
- 2008-? Medstifter og skuespiller i impro comedygruppen Specialklassen
- 2007-2010 Fastansat skuespiller på Dacapo Teatret
- 2005-2007 Kunstnerisk leder af Teater-Fabrikken

- 2004-2011 Medstifter og skuespiller i teatersport-gruppen De Klaustrofobiske Kosmonauter

Har medvirket i større og mindre roller i følgende stykker. 1999 Ronja Røverdatter, 2000 En nat med John Mogensen, 2001 Slice of saturday night, 2001 Det man ikk' dør af, 2001 Frk. Nitouche, 2001 Alice i Eventyrland, 2001 Nøddebo Præstegård, 2002 Hair, 2002 Den Ny Cyrano, 2003 Stor Ståhej For Ingenting, 2003 Jesus Christ Superstar, 2004 ?, 2005 The Full Monty,

## Film/tv
- 2012 Hotel Zimmerfrei (DR2 satire)
- 2012 Casper og Lars præsenterer (TV2)
- 2011 Zulu Comedy Galla (TV2 Zulu)

- 2003 Grisebassen
- 2003 Regel nr.1, -
- 2002 Respekt 2000
- 2001 Robyn

## Reklamer
- 2007-2010 Div. interne reklamer og film til internt brug i virksomheder
- 2005 Århus sporveje, -

## Dramatik til teater og tv
- 2009 The Perfect Christmas (Teater Momentum)
- 2009-? Worktitle "Omega Kristus" sitcom-pilot
- 2009-? Worktitle "Gaden" sketchshow
- 2007-2010 Fastansat dramatiker på Dacapo Teatret

- 2001 Det man ikk' dør af
- 2004 Tulipantræets hemmelighed
- 2004 8.sal, tak!
- 2004 Blodbrødre
- 2005 Fusk og lusk i lingerifabrikken
- 2005 Manden der valgte at lukke sig inde

## Instruktioner
- 2002 Mit livs eventyr
- 2003 Nøddebo præstegård
- 2006 Europa i bronze (instr.ass.)